# Festuca perrieri
Festuca perrieri är en gräsart som beskrevs av Aimée Antoinette Camus. Festuca perrieri ingår i släktet svinglar, och familjen gräs.
Artens utbredningsområde är Madagaskar. Inga underarter finns listade i Catalogue of Life.